# Julián Herranz Casado
Julián Herranz Casado (sinh 1930) là một Hồng y người Tây Ban Nha của Giáo hội Công giáo Rôma. Ông hiện đảm trách vai trò Hồng y Đẳng Linh mục Nhà thờ Hiệu tòa S. Eugenio và Thành viên Bổ sung của Ban Xem xét Kháng cáo của Giáo sĩ bị cáo buộc delicta graviora.
Trước khi thôi các nhiệm vụ chính yếu và hồi hưu năm 2010, ông từng đảm nhận nhiều chức danh khác như: Tổng Thư ký Hội đồng Giáo hoàng về Giải thích Văn bản Luật (1983-1994), chủ tịch Hội đồng Giáo hoàng về Giải thích Văn bản Luật (1994-2007), Chủ tịch Uỷ ban Kỷ luật Giáo triều Rôma (1999-2010), Hồng y Đẳng Phó tế Nhà thờ S. Eugenio (2003-2014). Hồng y Julián Herranz Casado được vinh thăng Hồng y năm 2003, bởi Giáo hoàng Gioan Phaolô II.

## Tiểu sử
Hồng y Julián Herranz Casado sinh ngày 31 tháng 3 năm 1930, tại Baena, Giáo phận Córdoba, Tây Ban Nha. Sau quá trình tu học dài hạn tại các cơ sở chủng viện theo quy định của Giáo luật, ngày 7 tháng 8 năm 1955, Phó tế Casado, 25 tuổi, tiến đến việc được truyền chức linh mục. Cử hành nghi thức truyền chức cho tân linh mục Stella là giám mục Juan Ricote Alonso, Giám mục phụ tá Tổng giáo phận Madrid và buổi lễ được cử hành tại Nhà thờ la Concepción, Madrid, Tổng giáo phận Madrid. Ông là thành viên linh mục đoàn Opus Dei.
Từ ngày 19 tháng 1 năm 1984 hoặc ngày 25 tháng 1 năm 1983,, linh mục Julián Herranz Casado đảm nhận vai trò Tổng Thư ký Hội đồng Giáo hoàng về Giải thích Văn bản Luật.
Sau 35 năm thi hành các công việc mục vụ trên cương vị và thẩm quyền của một linh mục, ngày 15 tháng 12 năm 1990, Tòa Thánh ra thông báo loan tin Giáo hoàng đã quyết định tuyển chọn linh mục Julián Herranz Casado, 60 tuổi, gia nhập Giám mục đoàn Công giáo Hoàn vũ, với vị trí được bổ nhiệm là giám mục Hiệu tòa Vertara, tiếp tục giữ chức vị Tổng Thư ký Hội đồng Giáo hoàng về Giải thích Văn bản Luật. Lễ tấn phong cho vị giám mục tân cử được tổ chức sau đó vào ngày 6 tháng 1 năm 1991, tại Vương cung Thánh đường Thánh Phêrô, với phần nghi thức truyền chức chính yếu được cử hành cách trọng thể bởi 3 giáo sĩ cấp cao, gồm vụ chủ phong là đương kim giáo hoàng, Giáo hoàng Gioan Phaolô II; hai vị giáo sĩ khác, trong vai trò phụ phong, gồm có Tổng giám mục Giovanni Battista Re, Thành viên Văn phòng Phủ Quốc vụ khanh Tòa Thánh và Tổng giám mục Justin Francis Rigali, Tổng Thư ký Thánh bộ Giám mục. Tân giám mục chọn cho mình châm ngôn:DOMINE UT VIDEAM.
Sau đó 4 năm, ông được bổ nhiệm vào vị trí chủ tịch Hội đồng Giáo hoàng về Giải thích Văn bản Luật, thăng hàm Tổng giám mục. Thông tin về việc bổ nhiệm này được công bố vào ngày 19 tháng 12 năm 1994. Từ ngày 3 tháng 12 năm 1999, ông kiêm nhiệm thêm vai trò Chủ tịch Uỷ ban Kỷ luật Giáo triều Rôma.
Bằng việc tổ chức Công nghị Hồng y năm 2003 vào ngày 21 tháng 10, Giáo hoàng Gioan Phaolô II vinh thăng Tổng giám mục Julián Herranz Casado tước vị danh dự Hồng y. Tân Hồng y thuộc phẩm trật Hồng y Đẳng Phó tế và Nhà thờ hiệu tòa được chỉ định là Nhà thờ S. Eugenio. Ông đã đến cử hành các nghi thức nhận nhà thờ Hiệu tòa của mình vào ngày 14 tháng 12 cùng năm.
Ngày 15 tháng 2 năm 2007, ông từ nhiệm khỏi vị trí chủ tịch Hội đồng Giáo hoàng về Giải thích Văn bản Luật, vì lý do tuổi tác, theo Giáo luật. Riêng chức vụ Chủ tịch Uỷ ban Kỷ luật Giáo triều Rôma, ông đảm nhận đến ngày 11 tháng 5 năm 2010.
Ngày 12 tháng 6 năm 2014, ông được thăng Đẳng Hồng y Linh mục. Từ ngày 21 tháng 1 năm 2015, ông kiêm nhiệm vai trò Thành viên Bổ sung của Ban Xem xét Kháng cáo của Giáo sĩ bị cáo buộc delicta graviora.